# NGC 6388
NGC 6388 ist ein galaktischer Kugelsternhaufen im Sternbild Scorpius und ist ungefähr 35.000 Lichtjahre von der Sonne entfernt. NGC 6388 hat eine scheinbare visuelle Helligkeit von 6,8 mag.
Das Objekt wurde am 13. Mai 1826 von James Dunlop entdeckt.

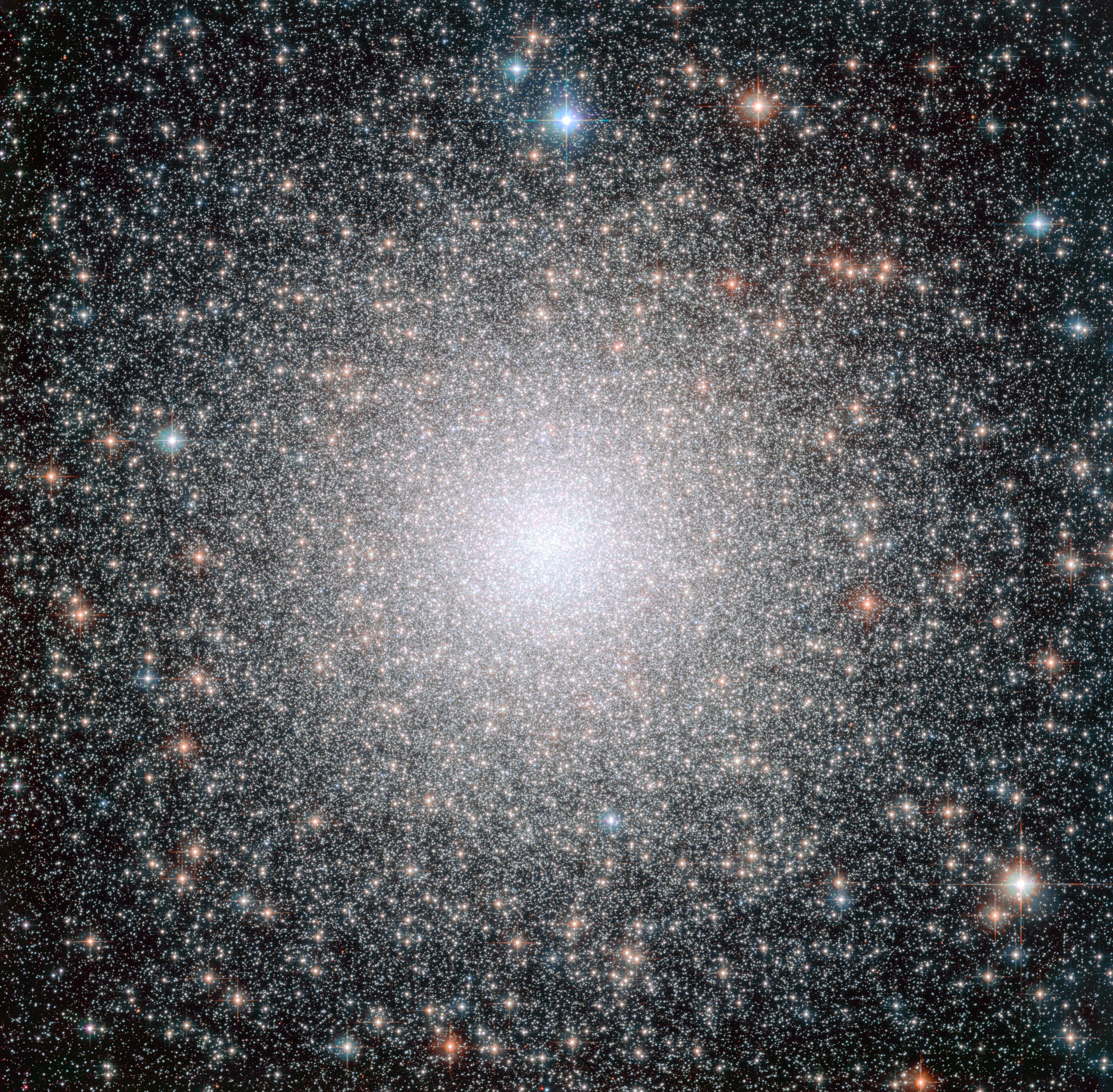
Hochaufgelöste Aufnahme des Hubble-Weltraumteleskops